# Steindachnerina dobula
Steindachnerina dobula är en fiskart som först beskrevs av Günther, 1868.  Steindachnerina dobula ingår i släktet Steindachnerina och familjen Curimatidae. Inga underarter finns listade i Catalogue of Life.